# Myles Garrett
Myles Lorenz Garrett (Arlington, 29 dicembre 1995) è un giocatore di football americano statunitense che milita nel ruolo di defensive end per i Cleveland Browns della National Football League (NFL). È stato scelto come primo assoluto nel Draft NFL 2017.

## Biografia

### Carriera universitaria
Al college, Garrett giocò a football con i Texas A&M Aggies dal 2014 al 2016. Nella prima stagione impiegò sei partite per battere il record d'istituto per un freshman per sack stagionali (5,5) e alla nona aveva già battuto il record di Jadeveon Clowney per un giocatore al primo anno della Southeastern Conference arrivando a quota 8. La sua annata si concluse con 11 sack al secondo posto della SEC, mentre l'anno successivo guidò la conference con 11,5 sack. L'ultimo anno fu rallentato dagli infortuni ma mise comunque a segno 8,5 sack, venendo premiato unanimemente come All-American. Il 31 dicembre 2016, Garrett annunciò la sua decisione di rendersi eleggibile per il Draft NFL 2017 con un anno di anticipo.
Statistiche al college
|        |           |    | Difesa | Difesa | Difesa | Difesa | Difesa |
| Anno   | Squadra   | P  | Tackle | TfL    | Sack   | Int    | FF     |
| ------ | --------- | -- | ------ | ------ | ------ | ------ | ------ |
| 2014   | Texas A&M | 11 | 49     | 12,5   | 11,0   | 0      | 0      |
| 2015   | Texas A&M | 13 | 59     | 19,5   | 11,5   | 1      | 5      |
| 2016   | Texas A&M | 10 | 33     | 15,0   | 8,5    | 0      | 2      |
| Totale | Totale    | 34 | 141    | 47,0   | 31,0   | 1      | 7      |

### Carriera professionistica

#### Stagione 2017

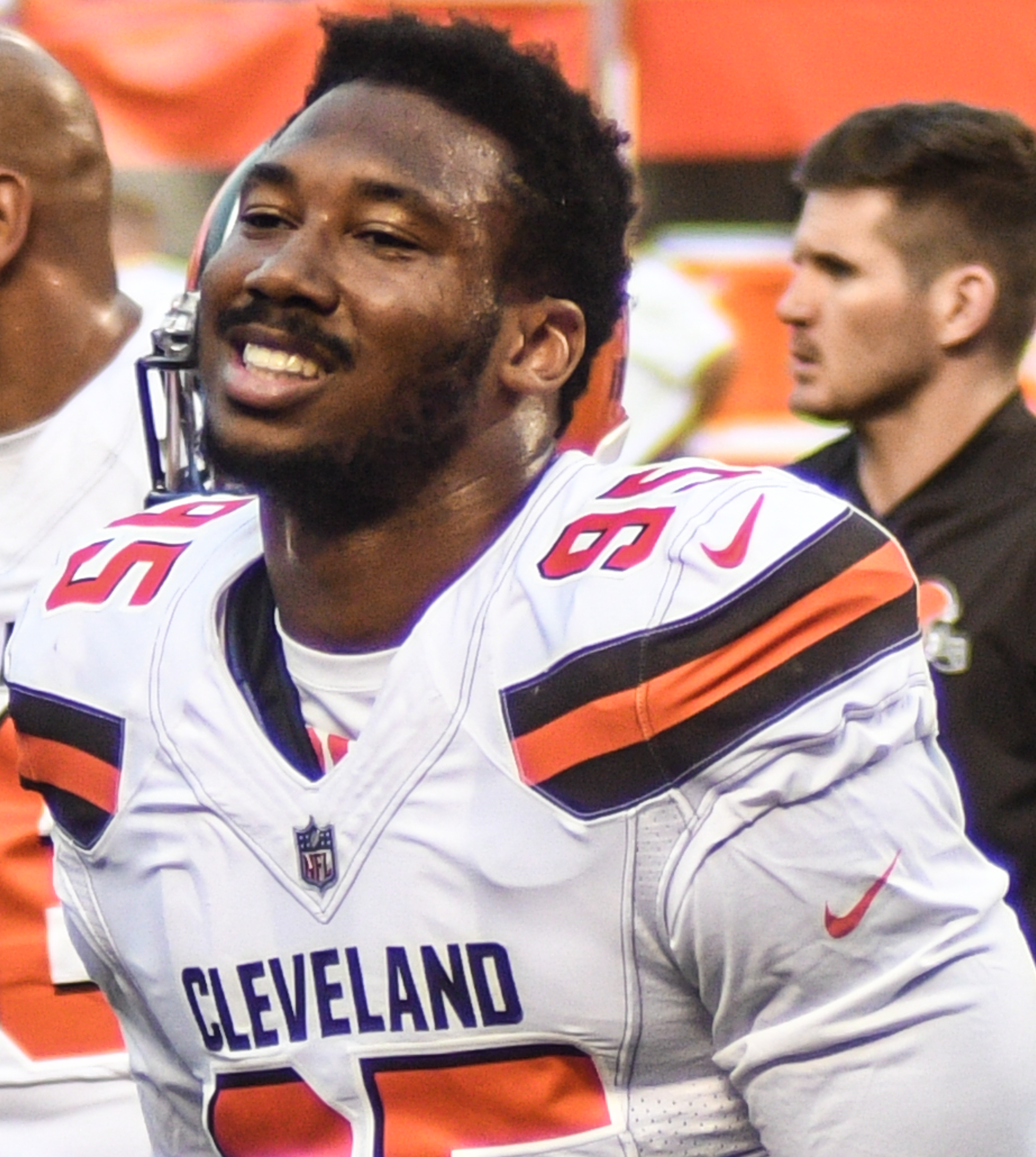
Garrett nella sua stagione da rookie nel 2017

Garrett era considerato da diverse pubblicazioni il favorito per essere scelto come primo assoluto nel Draft NFL 2017. Il 27 aprile 2017 fu effettivamente chiamato come prima scelta dai Cleveland Browns. Il 7 settembre fu annunciato che Garrett aveva subito un infortunio alla caviglia in allenamento, facendogli perdere le prime 4 gare della stagione regolare. Debuttò come professionista l'8 ottobre mettendo subito a segno un sack su Josh McCown nella prima giocata in carriera. La sua prima partita contro i New York Jets si chiuse con 2 tackle e 2 sack. Malgrado 4 sack nelle prime tre partite, gli infortuni continuarono a tormentare Garrett, che subì una commozione cerebrale nella settimana 8 contro i Tennessee Titans che gli impedì di viaggiare a Londra con la squadra per disputare la gara successiva. Tornò in campo nella settimana 10 e tornò a mettere a segno un sack nella settimana 12. La sua prima stagione si chiuse con 31 tackle e 7 sack (secondo tra i rookie), con i Browns che divennero la seconda squadra della storia a terminare con zero vittorie e 16 sconfitte. Per le sue prestazioni fu inserito nella formazione ideale dei rookie dalla Pro Football Writers of America.

#### Stagione 2018
Nella stagione 2018 Garrett fu nominato capitano della difesa dei Browns. Nel primo turno mise a segno 2 sack e forzò 2 fumble nel pareggio dei Browns contro gli Steelers che interruppe la quarta peggiore striscia di sconfitte della storia della NFL. A fine stagione fu convocato per il suo primo Pro Bowl e inserito nel Second-team All-Pro dopo avere fatto registrare 13.5 sack e forzato 3 fumble.

#### Stagione 2019

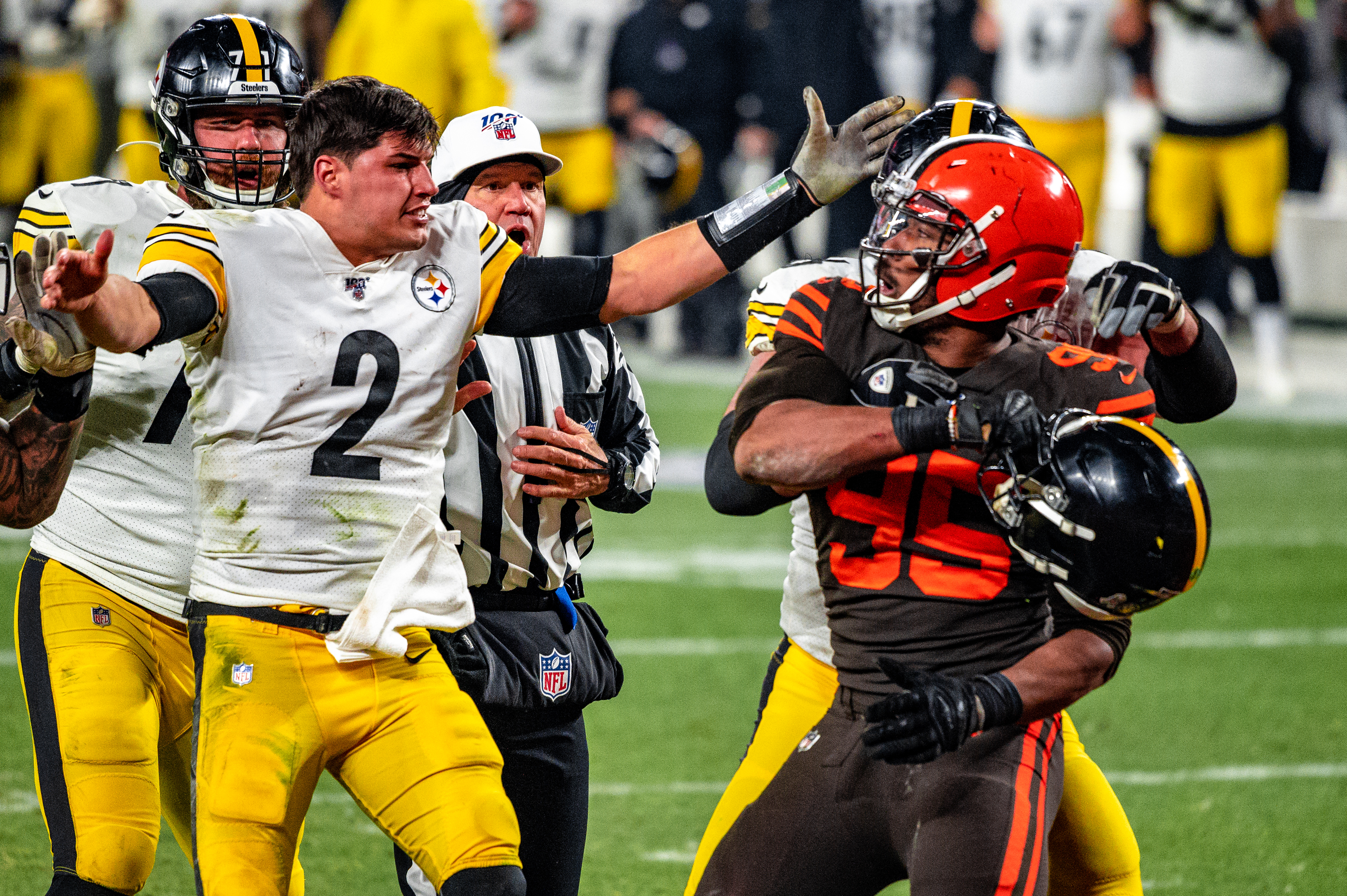
La rissa tra Garrett e Mason Rudolph che costò al giocatore una lunga sospensione

Nella settimana 1 contro i Tennessee Titans, Garrett mise a segno due sack su Marcus Mariota nella sconfitta per 13-43. Nel Monday Night Football contro i New York Jets ne fece registrare tre ma commise anche due penalità nella vittoria per 23-3. Il 28 settembre, Garrett fu multato di 52.639 dollari per tre penalità.
Nella sconfitta della settimana 6 contro i Seattle Seahawks totalizzò due sack su Russell Wilson.
Garrett fu espulso nella gara della settimana 11 contro i Pittsburgh Steelers. A 8 secondi dal termine della partita vinta dai Browns per 21-7, il giocatore trascinò a terra il quarterback degli Steelers Mason Rudolph dopo che questi aveva lanciato un passaggio al running back Trey Edmunds. Mentre Garrett lo teneva schiacciato al terreno, Rudolph tentò di afferrare il casco di Garrett. Rialzandosi, Garrett tirò la maschera del casco di Rudolph, togliendoglielo. Mentre il centro degli Steelers Maurkice Pouncey e l'offensive guard David DeCastro tentavano di spingere via Garrett, questì brandì il casco contro Rudolph. Si scatenò così una rissa che vide le espulsioni anche di Pouncey e del defensive tackle dei Browns Larry Ogunjobi; Pouncey colpì con pugni e calci Garrett, mentre Ogunjobi spinse a terra Rudolph senza casco mentre questi stava osservando la rissa senza muoversi. Il quarterback dei Browns Baker Mayfield descrisse l'azione di Garrett come "non scusabile," mentre l'allenatore dei Browns Freddie Kitchens espresse imbarazzo. Myles Garrett in seguito si scusò per le sue azioni, che descrisse come "una pazzia" e "non parte del suo carattere", ringraziando contemporaneamente i giocatori che lo "avevano sostenuto."

#### Stagione 2020
Il 15 luglio 2020 Garrett firmò con i Browns un rinnovo contrattuale del valore di 125 milioni di dollari per 5 anni, di cui 100 milioni garantiti, che lo resero all'epoca il difensore più pagato della lega. Tornò in campo nel primo turno contro i Ravens e quattro giorni dopo fece registrare il primo sack e forzò un fumble nella vittoria della gara del giovedì contro i Bengals. Nel quarto turno fu premiato come miglior difensore della AFC della settimana dopo avere messo a segno 2 sack, un fumble forzato e 3 placcaggi nella vittoria sui Dallas Cowboys. Nella settimana 7 ebbe 2 sack e forzò un fumble su Joe Burrow nella vittoria sui Cincinnati Bengals. Alla fine di ottobre fu premiato come miglior difensore della AFC del mese in cui fece registrare 6 sack e 2 fumble forzati. A fine stagione fu convocato per il suo secondo Pro Bowl (non disputato a causa della pandemia di COVID-19) e inserito per la prima volta nel First-team All-Pro dopo fatto registrare 12,5 sack e 4 fumble forzati. I Browns tornarono ai playoff dopo 17 stagioni di assenza.

#### Stagione 2021

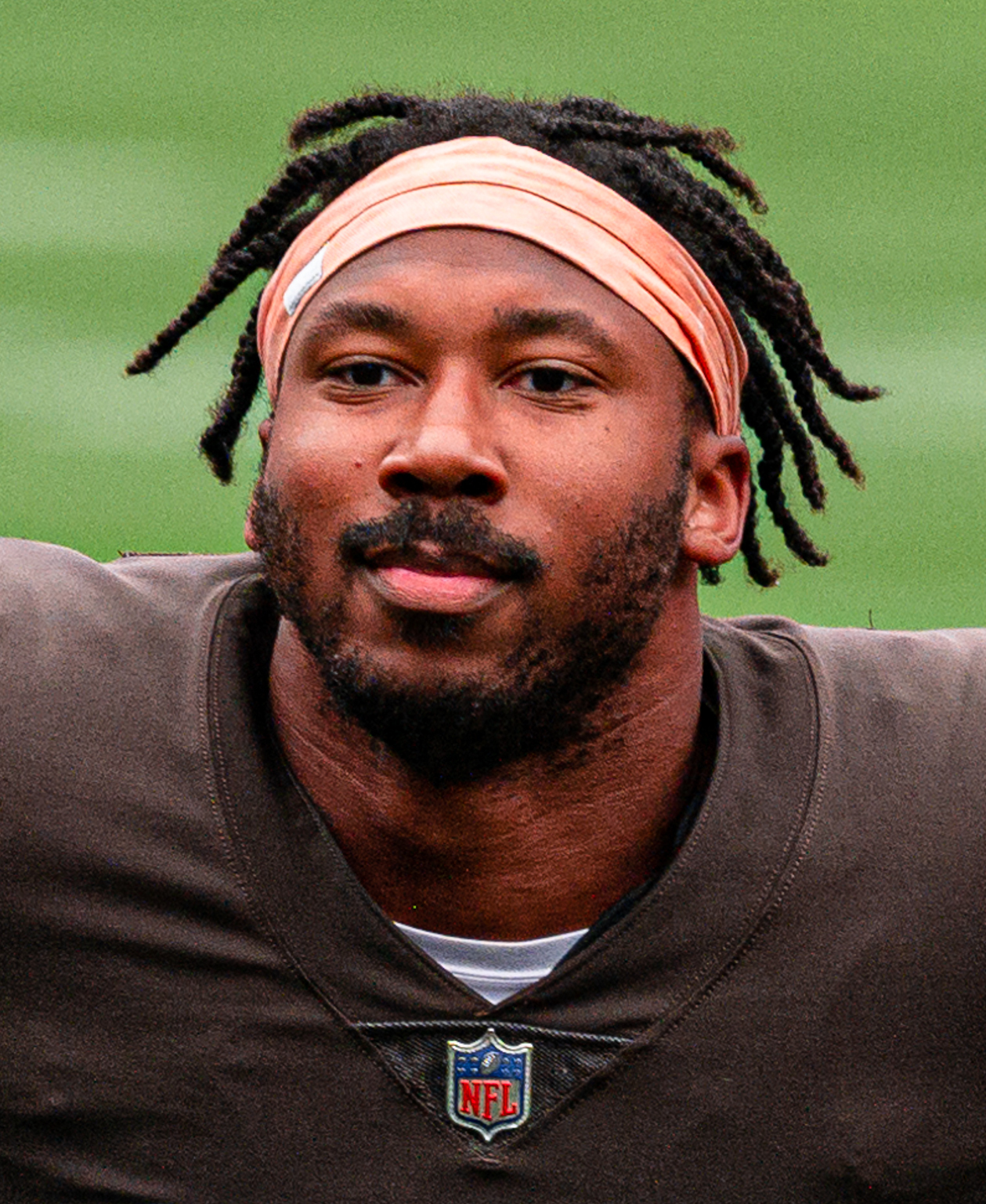
Garrett nel 2021

Nella settimana 3 Garrett mise a referto un record di franchigia di 4,5 sack sul rookie dei Chicago Bears Justin Fields, venendo premiato come difensore della AFC della settimana. A fine stagione fu convocato per il suo terzo Pro Bowl e inserito nel First-team All-Pro dopo essersi classificato terzo nella NFL con 16 sack.

#### Stagione 2022
Nella settimana 6 Garrett giunse a quota 62,5 sack in carriera, superando Clay Matthews come leader di tutti i tempi dei Browns. A fine stagione fu convocato per il suo quarto Pro Bowl e inserito nel Second-team All-Pro dopo essersi classificato secondo nella NFL con 16 sack.

#### Stagione 2023: difensore dell'anno

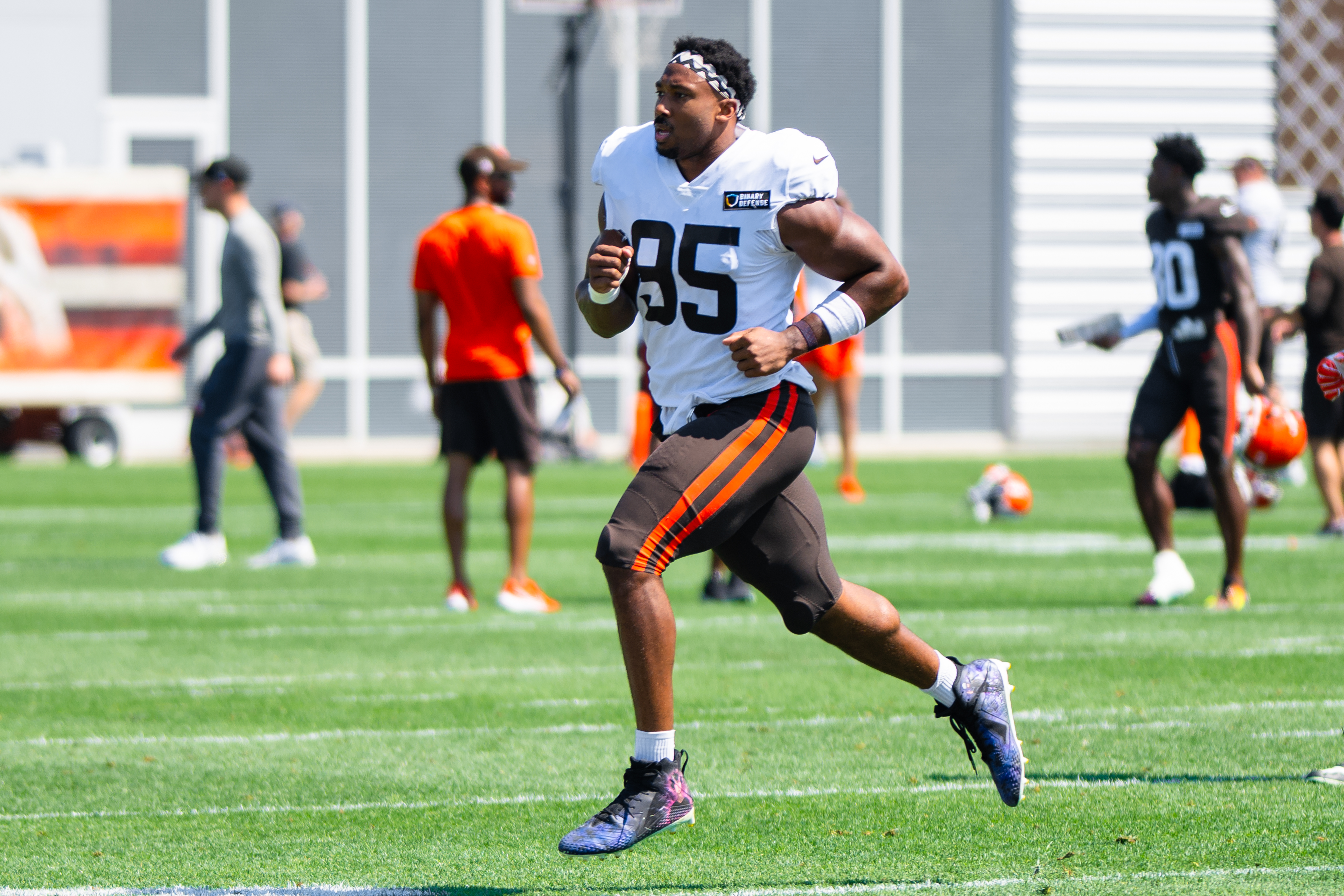
Garrett nell'agosto 2023

Nel terzo turno Garrett mise a referto 3,5 sack su Ryan Tannehill nella vittoria sui Tennessee Titans. Nella settimana 6 trascinò la difesa dei Browns con tre placcaggi e quattro pressioni sul quarterback contro uno dei migliori offensive lineman della lega, Trent Williams, tenendo i precedentemente imbattuti San Francisco 49ers a segnare 17 punti dopo che negli otto turni precedenti ne avevano segnati almeno 30. Nel turno successivo disputò una prova dominante facendo registrare 2 sack, 2 fumble forzati e un field goal bloccato nella vittoria sugli Indianapolis Colts. In quella partita divenne il giocatore con più sack della storia prima di compiere 28 anni, 82, superando gli 80 di Reggie White. Per questa prestazione fu premiato come miglior difensore della AFC della settimana.
Nella vittoria del decimo turno sui Ravens, Garrett raggiunse gli Hall of Famer Reggie White, John Randle, Bruce Smith, Lawrence Taylor e DeMarcus Ware, oltre a Jared Allen, quali unici giocatori a mettere a segno almeno 10 sack per sei stagioni consecutive. La settimana successiva ne mise a referto altri due nella vittoria sugli Steelers. A fine stagione fu convocato per il suo quinto Pro Bowl e inserito nel First-team All-Pro dopo essersi classificato settimo nella NFL con 14 sack e quinto con 4 fumble forzati. L'8 febbraio 2024 fu premiato come difensore dell'anno.

#### Stagione 2024
Nel secondo turno Garrett divenne il terzo giocatore più rapido della storia (102 partite), assieme a J.J. Watt, a toccare la quota dei 90 sack in carriera. Nel dodicesimo turno, in un Huntington Bank Field innevato, contribuì alla vittoria a sorpresa sugli Steelers con 3 sack, 3 placcaggi con perdita di yard e un fumble forzato, venendo premiato come miglior difensore della AFC della settimana. Nel sedicesimo turno divenne il primo giocatore della storia a mettere a segno 100 sack prima di compiere 29 anni. La settimana successiva, con due sack contro i Dolphins, divenne il primo giocatore della storia a metterne a segno almeno 14 per quattro stagioni consecutive. A fine stagione fu convocato per il suo sesto Pro Bowl e inserito nel First-team All-Pro dopo essersi classificato secondo nella NFL con 14 sack e primo con 22 placcaggi con perdita di yard.

#### Stagione 2025

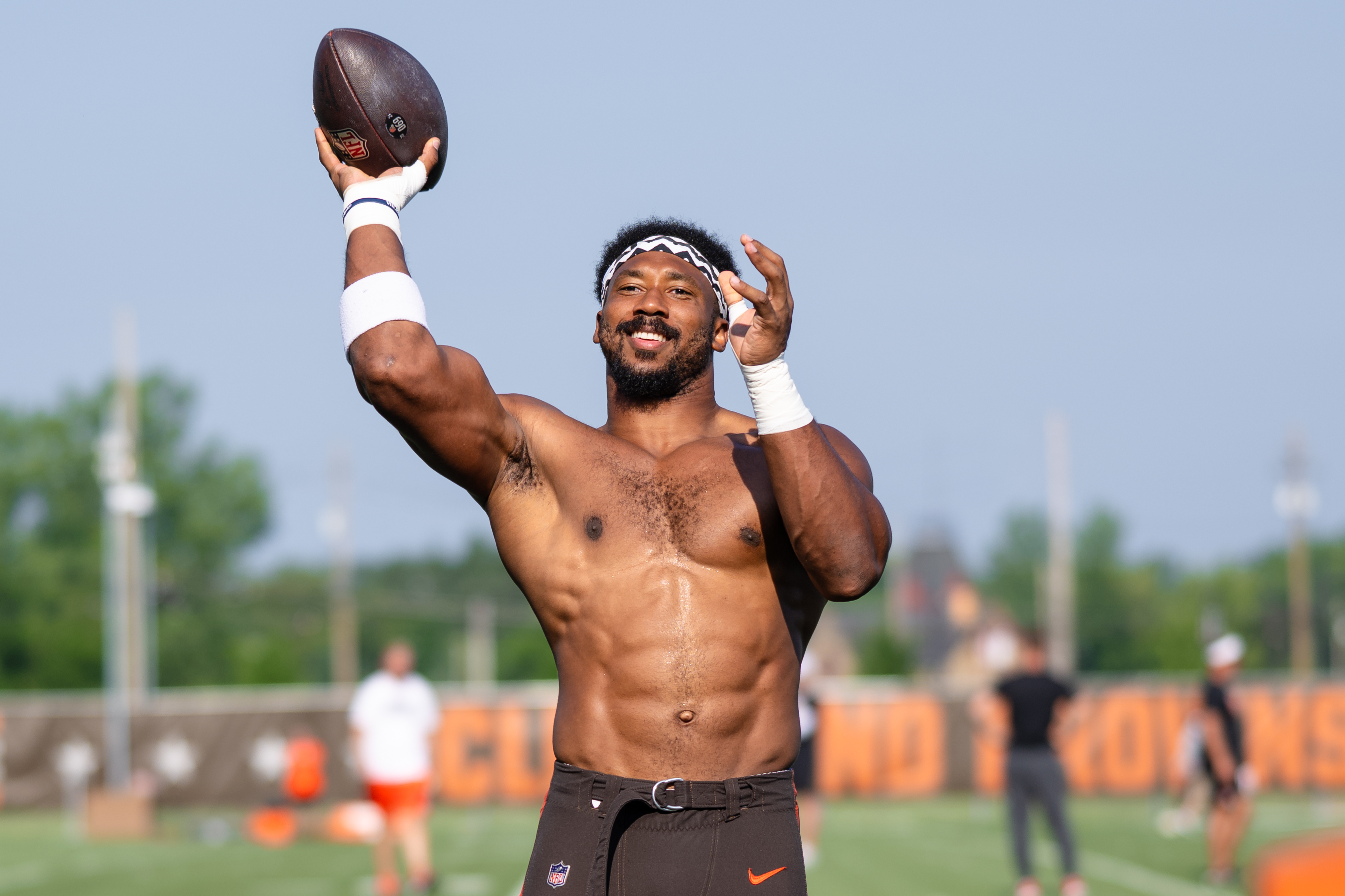
Garrett nel training camp il 30 luglio 2025

Il 3 febbraio 2025 Garrett annunciò di avere richiesto ai Browns di essere scambiato dopo otto stagioni, citando il desiderio di trovare una squadra più competitiva che gli consentisse di lottare per il Super Bowl. Tuttavia, il 9 marzo, firmó con la franchigia un nuovo contratto quadriennale del valore di 160 milioni di dollari, inclusi 123 milioni garantiti, diventando il giocatore non quarterback più pagato nella lega con 40 milioni annuali. Record poi a breve superato da Ja'Marr Chase con 40,25 milioni per anno e quindi da T.J. Watt con 41 milioni per anno.

## Palmarès
- Difensore dell'anno: 1

2023
- Convocazioni al Pro Bowl: 6

2018, 2020, 2021, 2022, 2023, 2024
- First-team All-Pro: 4

2020, 2021, 2023, 2024
- Second-team All-Pro: 2

2018, 2022
- Difensore della AFC del mese: 1

ottobre 2020
- Difensore della AFC della settimana: 4

4ª del 2020, 3ª del 2021, 7ª del 2023, 12ª del 2024
- PFWA All-Rookie Team - 2017

## Famiglia
Il fratello di Garrett, Sean Williams, giocò a basket al Boston College e fu scelto come 17º assoluto nel Draft NBA 2007. Giocò nella NBA dal 2007 al 2010.